# 55 Batalion Ochrony Pogranicza
55 Samodzielny Batalion Ochrony Pogranicza – samodzielny pododdział Wojsk Ochrony Pogranicza.

## Formowanie i zmiany organizacyjne
55 Batalion Ochrony Pogranicza sformowany został w 1948 w strukturze 19 Brygady Ochrony Pogranicza.
Rozkazem Ministra Obrony Narodowej nr 205/Org. z 4 grudnia 1948, z dniem 1 stycznia 1949, Wojska Ochrony Pogranicza podporządkowano Ministerstwu Bezpieczeństwa Publicznego. Zaopatrzenie batalionu przejęła Komenda Wojewódzka Milicji Obywatelskiej.
Przeformowany w 1950 na 33 batalion Wojsk Ochrony Pogranicza. Dowództwo i sztab batalionu stacjonował w czarnym Dunajcu.

## Struktura organizacyjna
Dyslokacja 55 batalionu OP przedstawiała się następująco :
- komendantura batalionu i pododdziały sztabowe – Czarny Dunajec
- 189 strażnica Ochrony Pogranicza – Kiry
- 190 strażnica Ochrony Pogranicza – Witów
- 191 strażnica Ochrony Pogranicza – Chyżne
- 257 strażnica Ochrony Pogranicza – Podczerwone
- 192 strażnica Ochrony Pogranicza – Lipnica Wielka
- 193 strażnica Ochrony Pogranicza – Przywarówka